# Løvstakktunnelen
Løvstakktunnelen – tunel drogowy w norweskim mieście Bergen, na drodze 540. Tunel powstał w 1968 roku.  Jego długość wynosi 2045 metry. Łączy dzielnicę Fyllingsdalen z centrum miasta.